# 宗旦狐

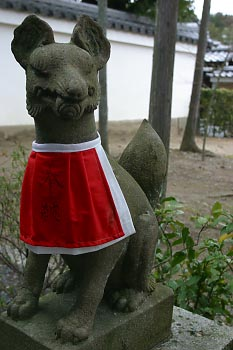
相国寺 宗旦稲荷

宗旦狐（そうたんぎつね）は、京都市上京区の相国寺に伝わる化け狐。「宗旦」の名の通り、千家茶道の基礎を固めた人物・千宗旦に化けてしばしば茶席に現れたといわれる。

## 伝承
あるときに相国寺で千宗旦の茶会が開かれた。宗旦の見事な点前は、出席した茶人たちはもちろんのこと、普段からそれを見慣れている弟子たちですら見とれるほどだった。ところが宗旦がその場を去った後、また宗旦が現れ、遅刻して来たことを詫びた。そのようなことが何度かあり、弟子たちは宗旦に偽者がいると考え始めた。
後日、茶室に宗旦が現れたときを見計らい、弟子たちは宗旦本人が自宅にいることを確かめた上で偽宗旦を問い詰めた。すると偽宗旦は素直に自分が偽者であることを明かし、自分は寺の藪に住む古狐であり、ずっと宗旦の点前に憧れていたので、いつか自分もそのような点前をしてみたかった、もう二度と悪さをしないと詫び、狐の姿となって逃げ去った。弟子たちは宗旦狐の腕前に感心し、狐を追うことはなかった。
時は流れて幕末。宗旦狐は雲水に化けて相国寺で勉強をしていた。他の雲水たちと共に座禅を組み、托鉢に回り、時には寺の財政難を建て直すべく力を尽くした。門前の家で碁を打つこともあった。碁に熱中するあまり、狐の尻尾を出してしまうこともあったが、人々は狐の正体を知りつつも付き合っていた。
ある年の盆。門前の豆腐屋が資金難から倒産寸前に陥っていた。宗旦狐は蓮の葉をたくさん集めて来て、それを売って金に換えて大豆を買うよう勧めた。豆腐屋はそのお陰で店を建て直すことができた。お礼をしようと考えた豆腐屋は、狐の大好物である鼠の天婦羅を作って宗旦狐に贈った。しかし宗旦狐は、それを食べると神通力が失われるといって遠慮した。とはいうものの目は大好物に釘付けで、つい我慢できずにそれを食べてしまった。途端に宗旦狐はもとの狐の姿に戻り、それを見た近所の犬たちが激しく吼え始めた。狐は咄嗟に藪の中に逃げ込んだが、慌てたために井戸に落ち、命を落としてしまった（別説では猟師に鉄砲で撃たれた、または自ら死期を悟って別れの茶会を開いたともいう）。
相国寺は寺のために尽くしてくれた宗旦狐の死を哀れみ、宗旦稲荷として祠を築き、狐を僧堂の守護神とした。現在でも宗旦稲荷は、相国寺境内に祀られている。